# Agnès Walch
Agnès Walch, née le 13 juin 1964 à Paris, est une historienne française.
Spécialisée dans l'histoire du couple, du mariage et de la famille, de la Renaissance à nos jours, maître de conférences puis professeur d'université à l'université d'Artois à Arras, inspectrice générale de l'Igésr, elle a été nommée en février 2020 à la suite du conseil des ministres rectrice de l'académie de Reims, fonction qu'elle a exercé jusqu'en novembre 2020.

## Biographie
Agrégée d'histoire et docteur de l'université Paris IV,, jusqu'en juillet 2019, elle enseigne l'histoire moderne à l'université d'Artois (Arras).
Sa thèse a été publiée aux Éditions du Cerf sous le titre La spiritualité conjugale dans le catholicisme français, et son habilitation chez Perrin Histoire de l'adultère : XVIe-XIXe siècle. Elle a écrit une biographie de la marquise de Brinvilliers et Duel pour un roi, qui retrace l'affrontement entre Madame de Maintenon et Madame de Montespan. Elle a participé à l'Histoire des émotions parue au Seuil sous la direction d'Alain Corbin et Jean-Jacques Vigarello.

## Télévision, radio
Elle participe à de nombreuses émissions et chaînes de radio ou de télévision, notamment L'Ombre d'un doute, Les Maternelles, Europe 1, KTO, Le Journal de la Santé. Elle est régulièrement sollicitée par les radios et par la presse écrite.

## Publications

### Ouvrages
- Les monarchies françaises et espagnoles, Ellipses, 2000
- Le règne de Louis XIV, Saint-Sulpice, 2000
- La spiritualité conjugale dans le catholicisme français, XVIe-XXe siècle, Cerf, 2002
- Histoire du couple en France, de la Renaissance à nos jours, Ouest-France, 2003
- Il y a un siècle... les amoureux, Ouest-France, 2004
- Histoire de l'adultère, Perrin, 2009
- La marquise de Brinvilliers, Perrin, 2010
- Le Père Caffarel, Parole et Silence, 2011
- Où va le mariage ?, Fayard, 2013
- Duel pour un roi : Mme de Montespan contre Mme de Maintenon, Tallandier, 2014
- direction de Politique et monarchies en France et en Espagne de 1555 à 1714 en dissertations corrigées, (direction), Paris, Ellipses, 2000.
- avec Scarlett Beauvalet, Le Couple dans l’espace européen depuis le XVIe siècle, Histoire, économie et société, Paris, 2e trimestre 2002.
- direction de Le Père Caffarel, Des Équipes Notre-Dame à la Maison de Prière. 1903-1996, Paris, Lethielleux, 2011.
- direction de La Médiatisation de la vie privée. XVe-XXe siècle, Arras, APU, 2012.
- La Vie sous l'Ancien Régime, Perrin, 2020.
- avec Gatien Wierez, Un jour d'été au Garde-Meuble de la Couronne, Editions du Patrimoine, 2021
- Angélique Arnauld. Dissidente et janséniste, Paris, Tallandier, 2024.

### Articles, colloques
Plus d'une soixantaine d'articles dans des revues scientifiques

## Distinctions
- Prix Gustave Chaix d'Est-Ange de l'Académie des sciences morales et politiques 2009 pour Histoire de l'adultère[3]
- Membre de l’Academia degli Illustrati di Casale Monferrato
- Membre de l’International Institute of Genealogy and Heraldry (IIGH)